# Compendium of Chemical Terminology
Compendium of Chemical Terminology (Compendio de Terminología Química, ISBN 0-86542-684-8) es un libro publicado por la IUPAC que contiene las definiciones internacionalmente aceptadas de términos químicos. La primera edición fue iniciada por Victor Gold, de ahí el nombre informal de Gold Book (literalmente, Libro de Oro).
La primera edición fue publicada en 1987 y la segunda, editada por A. D. McNaught y A. Wilkinson, fue publicada en 1997. Una versión del Gold Book está disponible en acceso abierto (open-access) en internet.